# Wyjęty spod prawa Josey Wales
Wyjęty spod prawa Josey Wales – amerykański western z 1976 roku na podstawie książki Forresta Cartera Gone to Texas.

## Fabuła
Trwa wojna secesyjna, Josey Wales jest farmerem. Gdy banda złoczyńców ubranych w mundury unionistów pod wodzą Terrilla rabuje mu dobytek, pali dom i zabija żonę oraz synka - przysięga zemstę i wstępuje do konfederatów. Wojna dobiega końca, przegranym konfederatom obiecano amnestię, jeśli dobrowolnie się poddadzą. Pomimo to, oddział Walesa zostaje zmasakrowany, a on sam ucieka. Ścigany przez zdrajcę Fletchera, surowy ale szlachetny rewolwerowiec Josey jest zdany na samego siebie i przyjaciół, których spotyka po drodze.

## Obsada
- Clint Eastwood – Josey Wales
- Chief Dan George – Lone Watie
- Sondra Locke – Laura Lee
- Bill McKinney – Terrill
- John Vernon – Fletcher
- Paula Trueman – Babcia Sarah
- Sam Bottoms – Jamie
- Geraldine Keams – Little Moonlight
- Woodrow Parfrey – Carpetbagger
- Will Sampson – Dziesięć Niedźwiedzi

i inni